# Dino Bertolino
Dino Bertolino (fl. XX secolo) è stato un ciclista su strada italiano.
Fu professionista negli anni 1920. Nel 1922 concluse il Giro d'Italia al decimo posto.

## Piazzamenti

### Grandi giri
- Giro d'Italia

1922: 10º